# زازا اوروشادزه
زازا اوروشادزه (گرجی: ზაზა ურუშაძე؛ زادهٔ ۳۰ اکتبر ۱۹۶۵ – درگذشته ۷ دسامبر ۲۰۱۹) کارگردان فیلم و فیلم‌نامه‌نویس اهل اتحاد جماهیر شوروی سوسیالیستی بود.
وی برندهٔ جوایزی همچون جشنواره بین‌المللی فیلم ورشو شده بود.

## فیلم‌شناسی
- نارنگی‌ها (۲۰۱۳)